# バーストマン
バーストマンは日本の劇団。1985年に旗揚げ。声優の千葉繁が主宰していた。現在は解散。

## 所属していた俳優
- 千葉繁
- 石原慎一
- 三井善忠
- 佐々木誠人
- 西村智博
- くじら
- 玉川紗己子
- 立木文彦
- 池澤春菜
- 須子田峰雄
- 飛鳥紅一
- 伊崎寿克
- 上部光弘
- 小林和矢
- 瀬野雅彦
- 田中一成
- ねずみ
- 真砂勝美
- ひのもとはじめ
- 今橋かつよ
- 大本眞基子
- 神達あきら
- 佐々木菜摘
- 豊島まさみ
- 真山惠衣
- 村上はるみ

## 主な公演
- 劇舎バーストマン第一回公演「カッパの夜祭り」（1985年10月17～20日）
- 集団治療コンサート（1986年1月）
- バーストマンレボリューションライヴ 愛の二重構造（1986年3月）
- 愛の海亀砂漠に吠える(海底版)（1986年5月）
- やりなおしでィバカヤローコンサート（1986年8月）
- 夜明けのフーガ ～アラバール戯曲集より～（1986年10月）
- バーストマン・コンサート'87 B.M.の熱い☆冬（1987年1月）
- 童RI夢（1988年5月）
- 便想学 ～排泄された者達への鎮魂歌～（1988年10月）
- バーストマンのクリスマス おもシンLaEve（1988年12月）
- バーストマンのスーパーコント宣言 存在の耐えられない痒さ（1989年2月）
- イキナハレ・ジョーンズ ～最後の売れ線～（1989年8月）
- 天使候補生物語 ～背中越しからメモリーズ～（1989年11月・1990年1月(大阪公演)）
- クリスマス・ラビリンス ～バーストマンのハンドパワーパーティ～（1989年12月）
- みどり色のストッキング（1990年5月）
- ウエスト・サイズ物語（1990年8月）
- BURSTMAN 16th PERFORMANCE「アンマリデウス ～あなたの開いた樽はすべて野沢菜だ～」（1991年8月17～21日（東京公演）・24・25日（名古屋公演））
- ネギの味がわかったころ ～母に捧げるバラード～（1991年12月）
- 僕たちの時代（1992年5月）
- BURSTMAN 20th. PERFORMANCE「ツイン・ピーチク ドーダ・パーチク最期の5日間」（1992年8月20～24日）
- あ～ぶくたったにぃたった（1992年12月）
- EACH 桜の咲く頃（1993年4月）
- おばあさん達の密やかな愉しみ（1993年11月）
- バーストマン第二十五回公演「黄泉路より炎のごとく ～雨月物語～」（1994年4月13～17日）
- バーストマンの10年を考える 眉毛（1994年8月27・28日）
- BURSTMAN 27th. PERFORMANCE「三月ウサギ」（1994年11月9～13日）
- BURSTMAN 29th. PERFORMANCE「Bondage」（1995年4月26～30日）
- BURSTMAN 30th. ANNIVERSARY PERFORMANCE「帰ってきたスーパーコント宣言～10周年だよ全員集合 バーストマンはフォレスト・ガンコ ～一語一笑～」（1995年8月5・6・11～13日）
- バーストマン31st PERFORMANCE「俺たちは普通だ ～Do you have a party？～」（1996年10月9～13日）
- バーストマン32nd PERFORMANCE「真夏の夜の夢」（1997年4月9～13日）
- 夜曲〜放火魔ツトムの優しい夜（1997年12月10～14日）
- 私をハトヤへ連れてって（1998年2月14日）
- 彗星★物語（1998年8月27～30日）
- バーストマン37th PERFORMANCE「奥様は化け猫」（1998年12月9～13日）
- バーストマン38th PERFORMANCE バーストマン15周年記念作品「ANGEL TOUCH 〜天国に一番近い場所〜」（1999年7月30日～8月1日）
- バーストマン39th PERFORMANCE「童Ri夢-2000-」（2000年5月31日～6月4日）

他

## その他の公演
- ジンク公演「便想学」（1985年4月）
- 船戸健行プロデュース「フラッシュ・バック」（1987年2月）
- 千葉繁プロデュース公演「殺人鬼幻想」（1987年7月23～26日）
- プロジェクトおもプロデュース「天使候補生物語」（1987年10月）
- バーストマン・プロデュース公演「浪花の子守唄」（1990年5月）
- 後藤組公演（1990年9月）
- 大島安紀斗プロデュース（1991年11月）
- プロジェクト後藤組第14回公演「ミュージカル 蒲田行進曲」（1993年7月）※バーストマン提携
- バーストマン グァムツアー（1994年11月19日）

## CD
- BURSTMAN 19thPERFORMANCE「今賀 瞬 ――バーストマン、愛しのソングブックVol.1」（1992年7月22日発売/KICA-116～7）
- 業界蟻地獄1(ヤクザ編・看護婦編)（CD-ROM/1994年発売/TACB0001）

## ビデオ
- バーストマンatカメレオンハウス（1992年12月25日発売/KEVV-1025）
- バーストマンはフォレスト・ガンコ ～一語一笑～（1995年9月30日発売/KEVV-1035）

## DVD
- Burstman 40th Performance「嘉成 純」（2000年5月21日発売/CHBM001）